# 빙판 위의 기적
빙판 위의 기적(영어: Miracle on Ice)은 1980년 2월 22일 미국 레이크플래시드에서 열린 제13회 동계 올림픽 대회 아이스하키 결승 리그 경기에서 허브 브룩스 감독이 이끄는 미국 아이스하키 국가대표팀이 소련 아이스하키 국가대표팀을 극적으로 꺾은 사건이다.
당시 소련 아이스하키 대표팀은 최강의 전력으로 올림픽 5회 연속 우승을 거의 확정지은 것이나 마찬가지였다. 소련은 예선에서 일본을 16:0이라는 큰 점수 차로 꺾는 등 앞선 모든 경기에서 압도적인 승리를 거두며 쉽게 결승 리그에 올랐다. 반면 당시 프로 선수들의 출전이 금지되어 있어 알려지지 않은 아마추어 선수들로 구성된 미국 대표팀은 고국에서 열리는 것을 감안해도 예선 2위로 간신히 결승 리그에 진출했다.
결승 리그에는 소련, 미국, 스웨덴, 핀란드 4 팀이 경기를 치르게 되었다. 2월 22일 소련 대 미국과 핀란드 대 스웨덴의 경기가 열렸다. 미국은 소련과의 경기에서 큰 점수차로 지지 않기만을 바랄 뿐이었다. 3:2로 미국이 뒤지고 있다가, 미국팀은 한 골을 추가, 3:3 동점을 이끌어 냈다. 종료 직전 미국은 한 골을 더 추가, 4:3의 극적인 역전승을 이끌어냈다. 이를 두고 ABC 측 경기 해설자인 앨 마이클스가 "기적을 믿습니까?(Do you believe in miracles?)"라는 말을 하여 "빙판 위의 기적"이라는 말이 생겼다. 당시까지 소련은 1승 1패, 미국은 1승 1무를 기록한 가운데, 2월 24일 마지막 경기가 열렸다. 소련은 스웨덴을 상대로 9:2의 대승을 거두었으나, 미국도 핀란드를 상대로 승리를 거두며 미국이 금메달, 소련은 은메달을 획득했다.
이는 동계 올림픽 사상 가장 유명한 승리이자 기적같은 이변 중 하나로 두고두고 회자되었다. 2002년 미국 솔트레이크시티에서 열린 제19회 동계 올림픽 개회식의 개최국 국기 입장식 당시 빙판 위의 기적 때 활약했던 아이스하키 선수들이 9·11 테러 현장에서 수습된 찢어진 성조기를 들고 들어와 화제가 되었으나, 지나치게 미국 중심적인 애국주의식 행동이었다는 비판도 있었다. 한편 이 빙판의 기적을 소재로 한 영화 《미라클》이 제작되기도 하였다. 2008년 국제 아이스하키 연맹에서는 창립 100주년을 기념하여 지난 1세기 중 가장 뛰어난 아이스하키 경기로 이 경기를 선정하였다.